# NGC 1512
NGC 1512 ist eine Balken-Spiralgalaxie mit aktivem Galaxienkern vom Hubble-Typ SBa im Sternbild Pendeluhr am Südsternhimmel. Sie ist schätzungsweise 33 Millionen Lichtjahre von der Milchstraße entfernt und hat einen Durchmesser von etwa 110.000 Lichtjahren. 
Von der Erde aus gesehen nur etwa vier Bogenminuten südwestlich von NGC 1512 befindet sich die elliptische Galaxie NGC 1510. Tatsächlich besteht auch eine Interaktion zwischen den beiden Galaxien: Letztere ist eine Begleitgalaxie und zeichnet verantwortlich für einige leichte Verformungen von deren äußerer Spiralstruktur. Die beiden Galaxien sind auch gemeinsam unter der Bezeichnung HIPASS J0403–43 im HIPASS-Katalog verzeichnet. In einer Studie mithilfe des Hubble-Weltraumteleskops wurde eine detaillierte Aufnahme des Zentrums angefertigt.
Gemeinsam mit NGC 1510 und NGC 1487 bildet sie die kleine NGC 1512-Gruppe.

Infrarotaufnahmen mithilfe des James-Webb-Weltraumteleskops
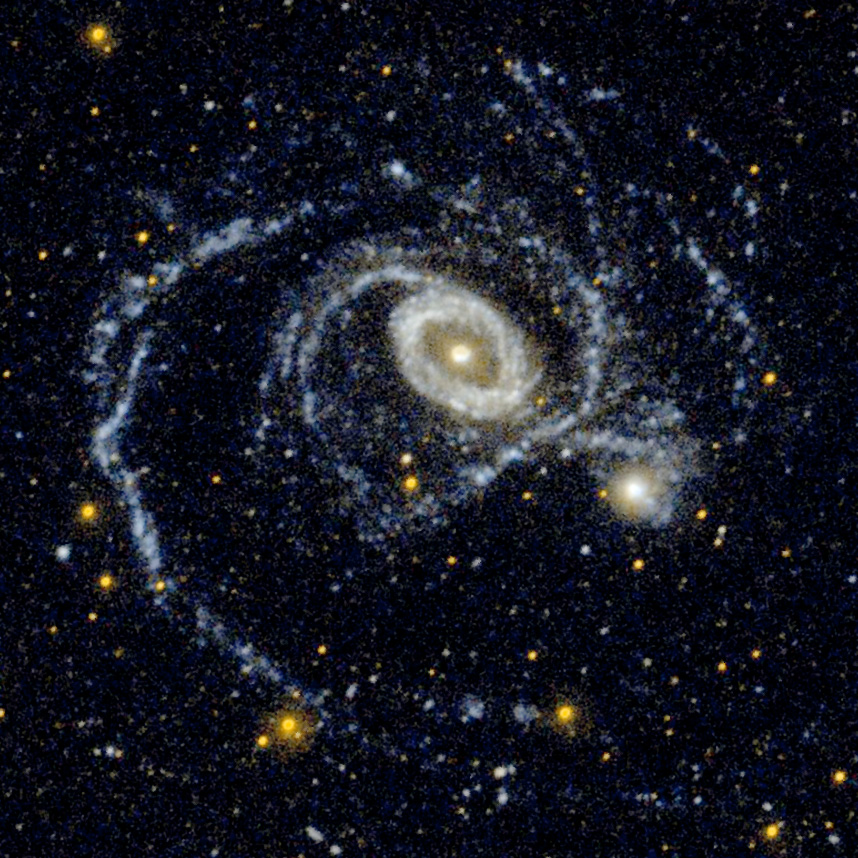
NGC 1512 (links) zusammen mit NGC 1510 (rechts) aufgenommen im Ultravioletten von GALEX: Deutlich erkennbar die Störung der Spiralstruktur, hervorgerufen durch die gravitative Wechselwirkung der Galaxien.
Aufnahme des Hubble-Weltraumteleskops
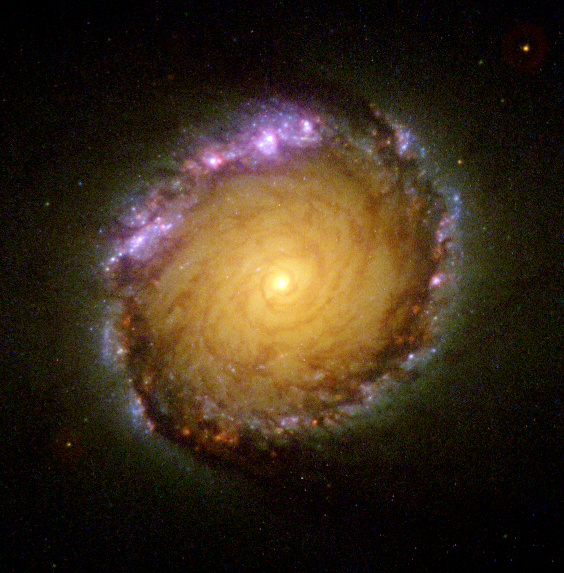
Überlagerung von Ultraviolett-, Infrarot- und  Aufnahmen des sichtbaren Spektrums des Hubble-Weltraumteleskops vom Zentrum der Galaxie

Das Objekt wurde am 29. Oktober 1826 vom schottischen Astronomen James Dunlop entdeckt.

## NGC 1512-Gruppe (LGG 108)
| Galaxie  | Alternativname | Entfernung / Mio. Lj |
| -------- | -------------- | -------------------- |
| NGC 1487 | PGC 14117      | 31                   |
| NGC 1510 | PGC 14375      | 34                   |
| NGC 1512 | PGC 14391      | 33                   |